# Amerikanske Jomfruøer ved sommer-OL 2012
Amerikanske Jomfruøer deltog ved Sommer-OL 2012 i London som blev arrangeret i perioden 27. juli til 12. august 2012.

## Medaljer
| 2012 London           | Guld | Sølv | Bronze | Total |
| Amerikanske Jomfruøer | 0    | 0    | 0      | 0     |